# LUCA (roman)
Pour les articles homonymes, voir Luca.
LUCA est un roman écrit par Franck Thilliez et paru en 2019 chez Fleuve éditions.

## Présentation
Ce dix-huitième roman débute par deux épigraphes. La première de Dante Alighieri : « Souviens-toi de cette nuit, c’est la promesse de l’infini. ». La seconde de Léon Tolstoï : « Les lumières qui sont en nous sont transformées en ténèbres, et les ténèbres dans lesquelles nous vivons sont terribles. ».

### L'intrigue
« Existe-t-il encore un jardin secret que nous ne livrions pas aux machines ? »
Partout, il y a la terreur. Celle d'une jeune femme dans une chambre d'hôtel sordide, ventre loué à prix d'or pour couple en mal d'enfant, et qui s'évapore comme elle était arrivée. Celle d'un corps mutilé qui gît au fond d'une fosse creusée dans la forêt. Celle d'un homme qui connaît le jour et l'heure de sa mort. Et puis il y a une lettre, comme un manifeste, et qui annonce le pire. S'engage alors, pour l'équipe du commandant Sharko, une sinistre course contre la montre.

### Personnages principaux
L'auteur réunit à nouveau ses deux enquêteurs, Lucie Henebelle et Franck Sharko, dont c'est la neuvième apparition respective. On retrouve l'univers policier de la PJ parisienne, avec :
- Nicolas Bellanger : ancien chef de Sharko, déclassé capitaine depuis,
- Jacques Levallois : lieutenant, collègue de Sharko à la PJ,
- Pascal Robillard : lieutenant, collègue de Sharko à la PJ.
- Audra Spick : nouvelle recrue de l'équipe, brigadier chef.

### Éléments contextuels
- L'acronyme LUCA (ou Luca), correspond à l'anglais Last Universal Common Ancestor, en clin d'œil à Lucy, une des espèces les plus anciennes d'hominiens.